# پادار، خاچماز
پادار، خاچماز (به ترکی آذربایجانی: Padar) یک منطقهٔ مسکونی در جمهوری آذربایجان است که در شهرستان خاچماز واقع شده‌است.